# Université A&M du Texas
L’université A&M du Texas (Texas A&M University, souvent abrégée en Texas A&M, A&M ou TAMU) (A&M  signifiant « Agricultural and Mechanical »), est une université située à College Station.

## Histoire
L'université a été fondée en 1876. En 2011, elle compterait 50 000 étudiants.
À la fin des années 1880, de nombreux résidents du Texas estimaient n'avoir pas besoin de deux collèges au Texas et ont plaidé pour l'élimination du Texas A.M.C. En 1891, le collège a été sauvé de la fermeture par son nouveau président Lawrence Sullivan Ross, ancien gouverneur du Texas et ancien brigadier général confédéré, en démontrant que le collège pourrait fonctionner et exceller dans sa forme établie sous une direction appropriée.

## Programmes
Texas A&M offre des diplômes dans 150 cursus à travers dix facultés et dix-huit instituts de recherche. Depuis sa fondation en 1871, l'université a délivré 320 000 diplômes.
Elle collabore avec la NASA, la National Institutes of Health, la National Science Foundation et l'Office of Naval Research, des agences comme la Texas Agricultural Experiment Station et la Texas Cooperative Extension.

## Sport
Les Aggies de Texas A&M représentent cette université dans les compétitions sportives universitaires de la NCAA.

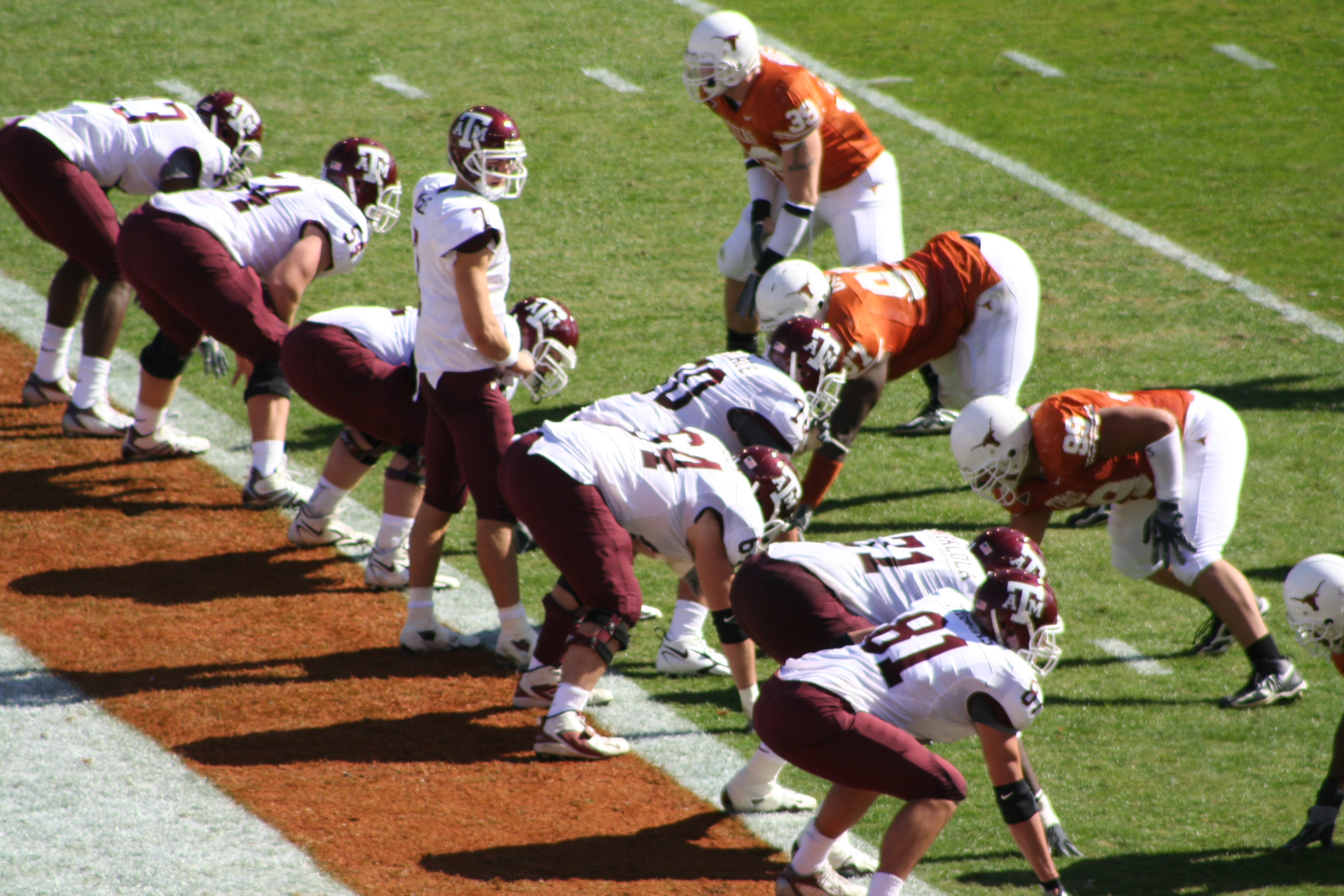

## Personnalités liées à l'université

### Anciens présidents
- Katherine Banks (2021-2023)
- Michael K. Young (2015-2020)
- R. Bowen Loftin (2010-2014)
- Elsa A. Murano (2008-2009)

### Professeurs
- Peter A. McCullough, professeur de médecine.

### Étudiants
- Bethany Galat (née en 1995), nageuse américaine
- Kimiko Raheem (née en 1999), nageuse srilankaise
- Ryan Seiders, un des fondateurs de l'entreprise Yeti
- Dawn Wright (née en 1961), océanographe américaine
- Slim Choura (né en 1961), ministre tunisien
- Unoma Ndili Okorafor, entrepreneuse nigériane.
- Arthur Rinderknech, joueur de tennis français.